# Bílý Kámen
Obec Bílý Kámen (německy Weißenstein) se nachází v okrese Jihlava v Kraji Vysočina. Žije zde 300 obyvatel.

## Název
Název se vyvíjel od varianty Albo lapide (1359), Bielý kámen (1437), bily kamen (1486), Weisenstein (1787) až k podobám Bílý Kámen a Weissenstein v roce 1854. Název ves získala podle bílé vápencové skály, v níž se nacházela stříbrná ruda, která se zde těžila.

## Historie
První písemná zmínka o obci pochází z roku 1359, kdy ji vlastnil želivský klášter. Kolem poloviny 13. století se do okolí Jihlavska vydávali hledači stříbra, kteří u Bílého Kamene objevili naleziště stříbra. Doly byly vyčerpány a horníci odešli. V roce 1712 vesnice náležela k Jihlavě, která zde nechala postavit pět domů a myslivnu a později i hospodářský dvůr se sýpkou a dvěma rybníky. Na konci 18. století byla postavena kaple svatého Petra a Pavla. V letech 1869–1920 vesnice příslušela k obci Vyskytná nad Jihlavou.
Sbor dobrovolných hasičů v Bílém Kameni byl založen roku 1910. V letech 1921–1930 příslušel k Hlávkovu, poté se stal samostatnou obcí. V roce 1984 byla vyasfaltována silnice na Hlávkov, v letech 1987–1989 byl postaven kulturní dům v akci Z. V roce 1996 obec nechala vybudovat vodovod, který čerpá vodu z okolních lesů. V roce 2000 proběhla plynofikace. V 1. desetiletí 21. století došlo k rekonstrukci autobusové čekárny, hlavní silnice a výstavbě nových chodníků.
5. dubna 2017 byly obci uděleny znak a vlajka.

## Přírodní poměry
Bílý Kámen leží v okrese Jihlava v Kraji Vysočina. Nachází se 9 km jižně od Smrčné, 4 km severovýchodně od Hybrálce, 7,5 km severozápadně od Jihlavy a 3,5 km od Plander, 2 km severně od Vyskytné nad Jihlavou, 2 km východně od Hlávkova a 5,5 km jihovýchodně od Větrného Jeníkova. Geomorfologicky je oblast součástí Křemešnické vrchoviny a jejího podcelku Humpolecká vrchovina, v jejíž rámci spadá pod geomorfologický okrsek Jeníkovská vrchovina. Průměrná nadmořská výška činí 553 metrů. Nejvyšší bod, Trojan (659 m n. m.), leží severozápadně od obce. Obcí protéká Bělokamenský potok, na němž se severně od Bílého Kamene nachází rybník Lomák a jižně od vsi rybník Dolňák.

## Obyvatelstvo
Podle sčítání 1920 zde žilo v 28 domech 210 obyvatel, z nichž bylo 111 žen. 80 obyvatel se hlásilo k československé národnosti, 130 k německé, všech 210 obyvatel se hlásilo k Římskokatolické církvi.
| Rok            | 1869 | 1880 | 1890 | 1900 | 1910 | 1921 | 1930 | 1950 | 1961 | 1970 | 1980 | 1991 | 2001 | 2011 |
| Počet obyvatel | 147  | 174  | 191  | 207  | 197  | 210  | 182  | 106  | 127  | 113  | 110  | 118  | 151  | 242  |

## Obecní správa a politika
Obec se rozkládá na katastrálním území Bílý Kámen a nečlení se na místní části či základní sídelní jednotky.
Obec má sedmičlenné zastupitelstvo, v jehož čele stojí starosta Radim Kriegsmann. V roce 1991 se starostou stal Josef Hrůza.
| Období    | Voliči | Účast v % | Mandáty | Výsledky                                    | Starosta             |
| --------- | ------ | --------- | ------- | ------------------------------------------- | -------------------- |
| 2006–2010 | 163    | 90,18     | 7       | 4 SNK za obec Bílý Kámen 3 NEZÁVISLÍ – 2006 | Eliška Fridrichovská |
| 2010–2014 | 181    | 86,19     | 7       | 5 Bílý Kámen 2010 2 KSČM                    | Jiří Benáček         |
| 2014–2018 | 210    | 81,90     | 7       | 4 Nezávislí 2014 3 BÍLÝ KÁMEN               | Eliška Fridrichovská |

## Hospodářství a doprava
V obci sídlí firmy RV DŘEVO czech, Českomoravský štěrk, KS stavební, FITNESS MAGIC SPORT, Mlýn Včelnička, Externí přejímky Vintr, ELEON, LH Mikrotech, Jihlavská fitness, JIPRINT, a EUROVIA Services. Obcí prochází silnice II. třídy č. 523 (Větrný Jeníkov–Jihlava), komunikace III. třídy č. 13111 do Hlávkova a č. 13112 do Vyskytné nad Jihlavou. Dopravní obslužnost zajišťují dopravci ICOM transport a ZDAR. Autobusy jezdí ve směrech na Humpolec, Jihlavu, Větrný Jeníkov, Dudín, Herálec, Úsobí, Žďár nad Sázavou a Polnou. Obcí prochází cyklistická trasa č. 5215 ze Smrčné do Vyskytné nad Jihlavou.

## Školství, kultura a sport
Místní děti dojíždějí do základní školy ve Větrném Jeníkově. Působí zde Sbor dobrovolných hasičů Bílý Kámen. Nachází se zde kulturní dům a sídlí tu knihovna. Hraje se zde fotbal a nohejbal, obec pořádá karneval.

## Pamětihodnosti
- Kaple svatého Petra a Pavla byla postavena v závěru 18. století. Stavba má čtvercový půdorys a zvoničku.[6] Podle farní kroniky byl první barokní či empírový zvon zrekvírován 7. října 1916, druhý o váze 29 kilogramů následoval roku 1940. Nový zvon byl vysvěcen v roce 1948. Roku 1993 proběhla oprava kapličky, při níž byly na stěnách objeveny staré fresky.[7]
- Smírčí kámen s dvojitým křížem stojí u silnice. Je na něm vyryt letopočet 1754, kdy proběhlo nové zaměření obce.[6]
- Křížový kámen s rytinou kříže stojí u silnice směrem na Jihlavu.[6]
- Kutiště Bílý Kámen je zachovalé důlní dílo, které se nachází 0,5 km severovýchodně od obce. Nacházejí se zde důlní šachty (pinky) a haldy.[6]

## Galerie

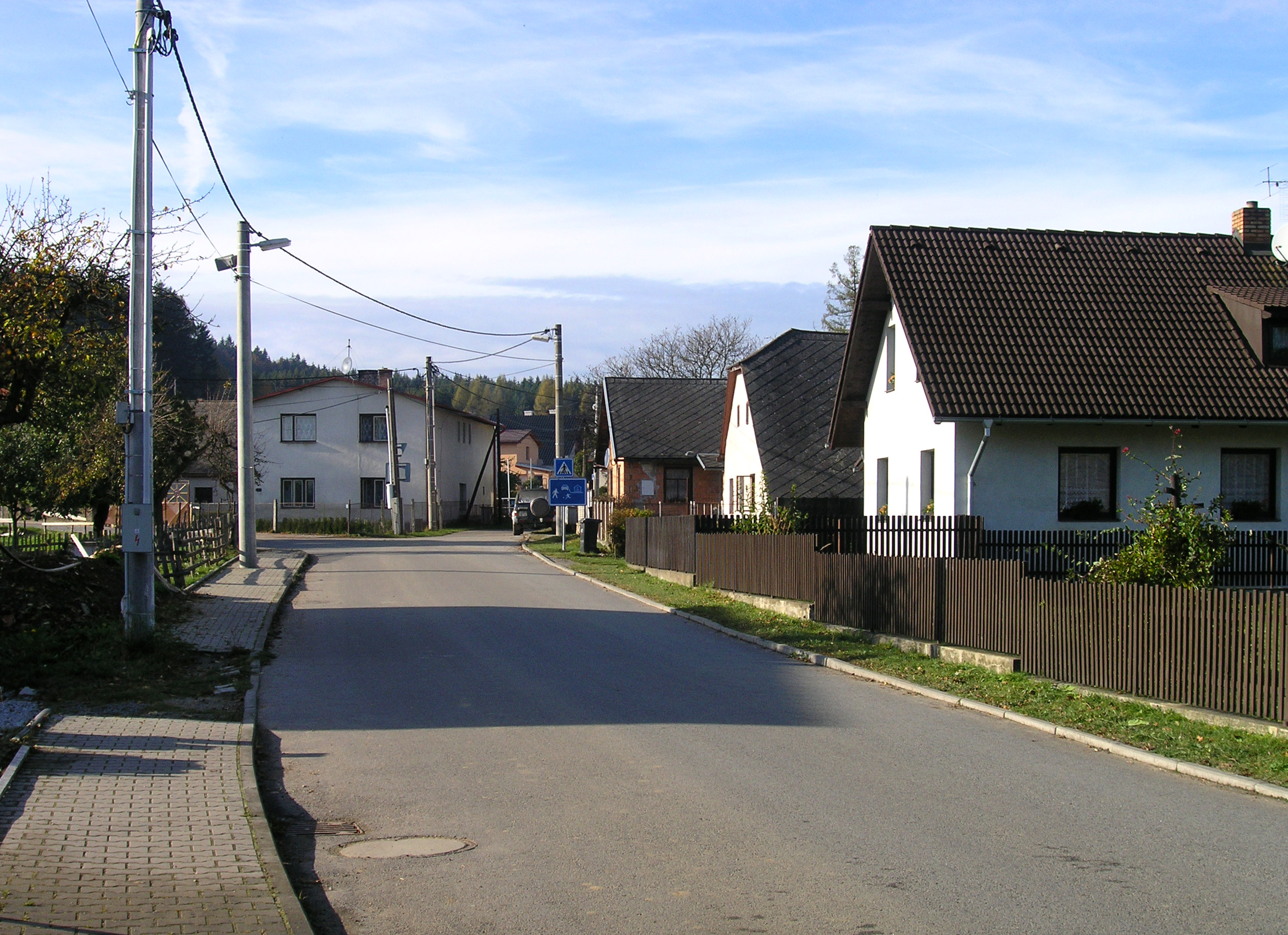
Západní část obce
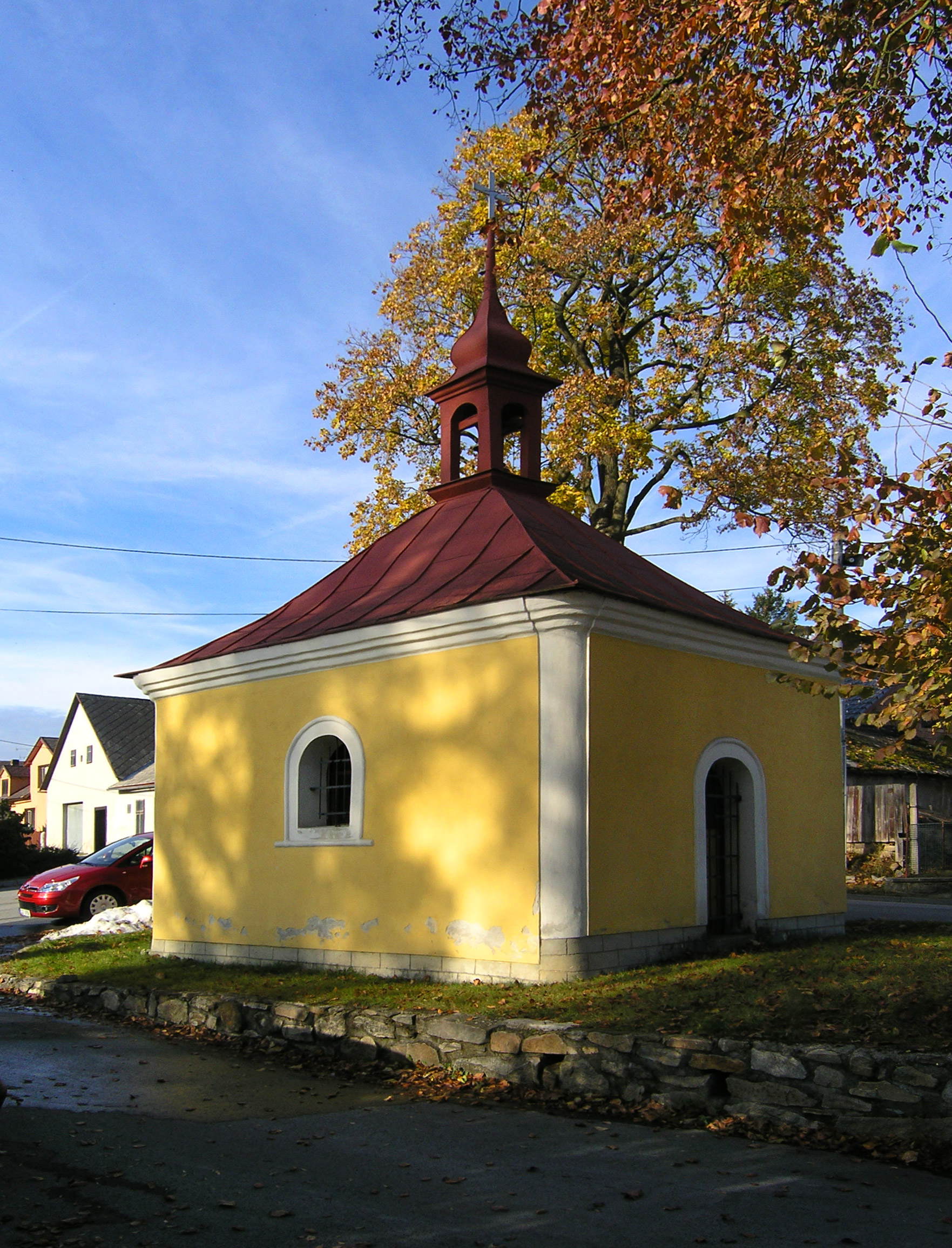
Kaple sv. Petra a Pavla
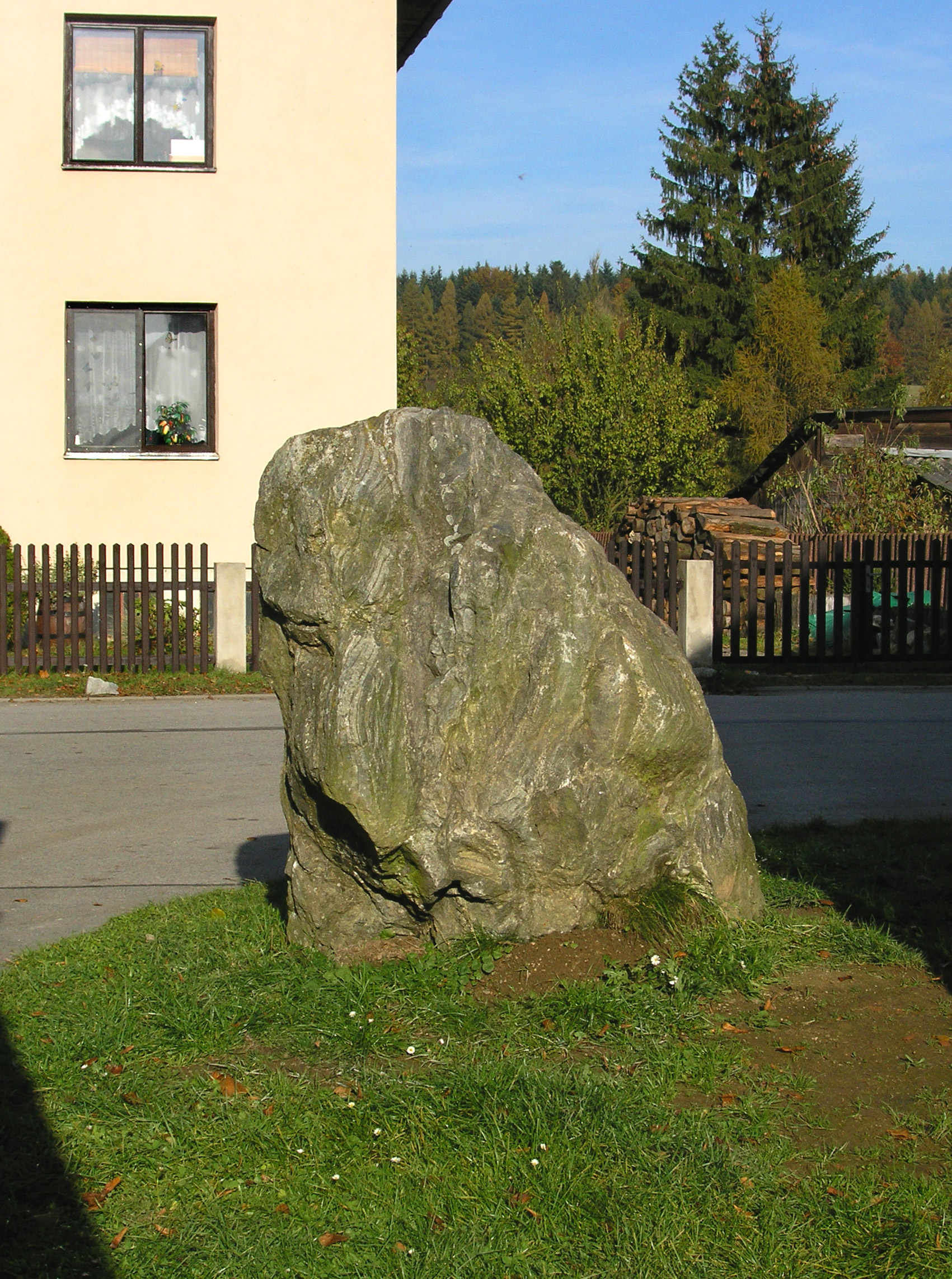
Smírčí kámen v centru obce